# Sliders

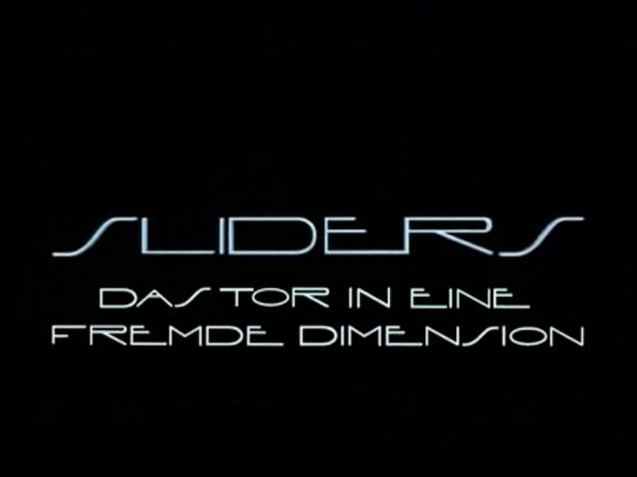
Logo serialu Sliders w oryginalnym kolorze

Sliders – amerykański serial Sci-fi. W Polsce emitowany też pod nazwą Sliders: Piąty wymiar.
Serial opowiada o grupie przyjaciół podróżujących w każdym kolejnym odcinku do innego z równoległych światów. Bohaterowie przenoszą się między wymiarami, odwiedzając tę samą planetę, lecz przedstawiającą problemy polityczne, gospodarcze, techniczne, czy społeczne, znacznie różniące się od tych, które znają z Ziemi. Serial składa się z pięciu sezonów. Wszystkie były emitowane w Polsce. Sezony 1–4 wydano na DVD.

## Tytuł serialu
Angielski czasownik „to slide” oznacza „ślizgać się”, natomiast rzeczownik „slide” to „zjazd” lub „zsuwanie”. Slidersi to osoby, które „wślizgują się" do innych wymiarów. W języku polskim takie tłumaczenie miałoby komiczny wydźwięk, dlatego RTL7 zdecydowało się przetłumaczyć wyrażenie na słowo: „zjeżdżać”. Polsat nadał serialowi tytuł Piąty wymiar, natomiast AXN połączyła nazwy ostatecznie, prezentując go jako Sliders: Piąty wymiar, dzięki czemu seria stała się bardziej rozpoznawalna zarówno dla widzów Polsatu, jak i RTL7.

## Pomysł na serial
Za pomysł na serial odpowiada scenarzysta i producent filmowy znany w Stanach Zjednoczonych – Tracy Tormé, który brał udział w tworzeniu scenariusza do serialu Star Trek: Następne pokolenie. Tracy, czytając książkę o George’u Washingtonie, zastanawiał się, co wydarzyłoby się jeśli prezydent zmarłby przedwcześnie. Tak natrafił na teorię światów równoległych. Z nowym pomysłem udał się niezwłocznie do innego scenarzysty — Roberta K. Weissa. Obaj panowie doszli do wniosku, że większość filmów i seriali Sci-fi opiera się na podróży w czasie, a brakuje takich, w których została zaprezentowana teoria innych wymiarów. Postanowili więc stworzyć zupełnie nowy serial o grupie młodych ludzi, podróżujących do alternatywnych rzeczywistości. Wymyślili przedziwne równoległe byty. W wielu z nich umieścili sobowtóry głównych bohaterów, ponieważ według teorii alternatywnych światów każdy ma swojego odpowiednika, często zupełnie inaczej nacechowanego.

## Zarys fabuły
Serię otwiera Quinn Mallory (Jerry O’Connell), badający teorię mostu Einsteina-Rosena (odmiana tunelu czasoprzestrzennego, w serialu błędnie nazywana „mostem Einsteina-Rosena-Podolskiego”). W swojej piwnicy konstruuje zegar, umożliwiający kilkuminutowe przeniesienie do równoległej rzeczywistości. Urządzenie jednak nie działa najlepiej, Mallory'emu brakuje właściwego wzoru fizycznego. Pewnego dnia, kompletne równanie przedstawia Quinnowi jego sobowtór. Wyjaśnia, że istnieje nieskończoność światów równoległych, w których każdy ma swego sobowtóra, a ściślej wielu sobowtórów. Alter-ego przestrzega Mallory’ego przed przestawianiem współrzędnych w zegarze, ale do Quinna to nie dociera. Urządzenie chce przetestować przyjaciółka Quinna, Wade (Sabrina Lloyd) oraz nauczyciel Quinna, profesor fizyki, Arturo (John Rhys-Davies). Przypadkowo przez wrota przedostaje się piosenkarz Rembrandt (Cleavant Derricks). Okazuje się, że podróżni nie mogą wrócić, ponieważ Quinn przestawił współrzędne zegara, co spowodowało zanik danych o ich świecie, a tym samym skazało na długotrwałe błądzenie w celu odszukania drogi do domu.

## Produkcja serialu
Serial powstał w 1995 roku dla kanału FOX. Był tak popularny, że wytwórnia Universal postanowiła nakręcić drugą i trzecią serię. Po trzech sezonach z serialu odszedł John Rhys-Davies. Aktor oczekiwał, że jego bohater będzie rozwijał się w nieco inny sposób, niż chcieli to ukazać scenarzyści. Ostatecznie John został zwolniony, sam nawet napisał scenariusz odcinka Exodus, w którym jego bohater odchodzi.

## Kolejność odcinków
Odcinki do Sliders były nagrywane w innej kolejności, niż je emitowano. Odcinki Summer of Love i Prince of Wails z pierwszej serii zostały poprzestawiane podczas emisji w USA, przez co zaburzony został ciąg przyczynowo-skutkowy. Problemy z kolejnością występują w pierwszych trzech sezonach. W czwartym i piątym sezonie odcinki emitowano według kolejności nagrywania.

## Zmiany w obsadzie
W 1997 roku postanowiono zakończyć produkcję tego tytułu. Stacja telewizyjna Sci-Fi Channel kupiła prawa i zaczęła się praca na planie czwartej serii. Serial opuściła kolejna osoba – Sabrina Lloyd, filmowa Wade. Powodem miał być schemat: trzech mężczyzn, jedna kobieta.
Po nakręceniu czwartej serii ⁣Jerry O’Connell chciał zostać głównym producentem serialu. Stacja Sci-Fi Channel nie zgodziła się, więc Jerry zagroził odejściem. Producenci uznali, że Colin nie jest interesującą postacią i postanowili się go pozbyć. Oburzeni bracia O’Connell zażądali przyjęcia ich warunków, grożąc odejściem.
Ogłoszono casting na nowego aktora do roli Quinna i wygrał go Robert Floyd (grał m.in. w Godzilli). Dodatkowo do Slidersów dołączyła Tembi Locke, wcielając się w postać Diany. Prognozowano drastyczny spadek oglądalności ze względu na brak pierwotnego Quinna, jednak pozostała ona na tym samym poziomie.